# Danil Sulimov

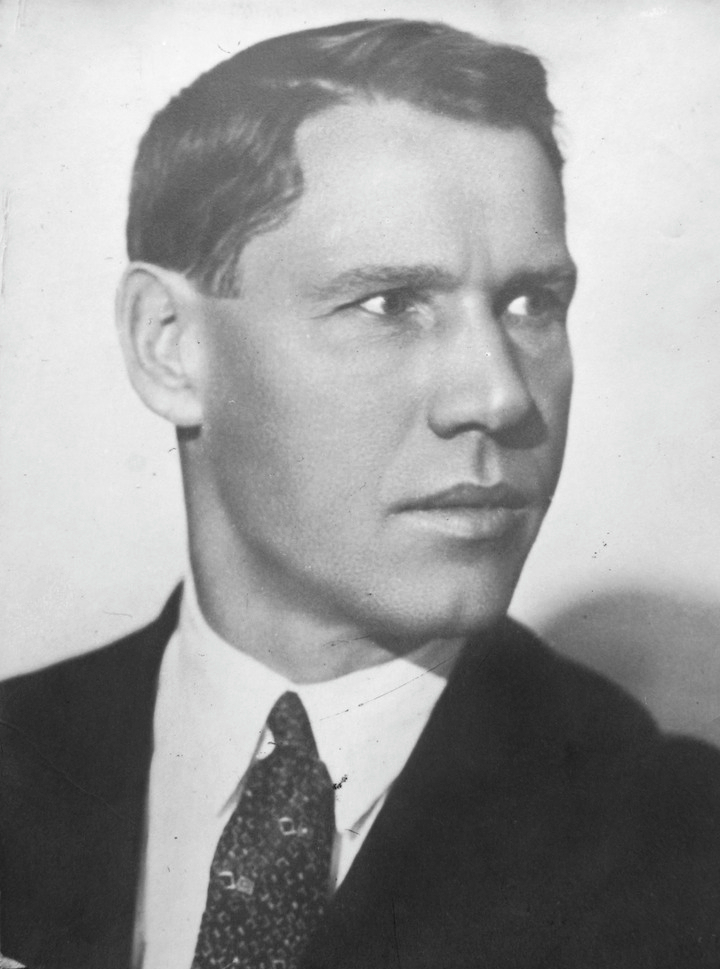
Danil Sulimov

Danil Jegorovitsj Sulimov (Minjar (Oblast Tsjeljabinsk), 22 december 1890 – Moskou, 27 november 1937), was een Sovjet-Russisch politicus
Sulimov sloot zich op 15-jarige leeftijd in 1905 aan bij de bolsjewistische vleugel van Russische Sociaal Democratische Arbeiderspartij. Hij werkte van 1918 tot 1919 voor de Opperste Economische Raad (Gosplan). In 1919 werd Sulimov een lid van de Economische Raad van Samara. Tijdens de Russische Burgeroorlog (1918-1921) was Sulimov politiek commissaris in het Rode Leger en partijsecretaris van Tsjeljabinsk.
Na de burgeroorlog werd Sulimov in 1921 gekozen in het Centraal Comité van de communistische partij als kandidaat-lid. In 1923 werd hij volledig lid van het Centraal Comité. Van 1923 tot 1926 leidde hij een aantal uitvoerende economische raden van diverse bedrijven. Van 1926 tot 1930 was hij regionaal secretaris voor de communistische partij en van 1927 tot 1930 eerste vicevolkscommissaris (minister) van Transport van de USSR en tevens lid van het Orgburo (organisatorisch bureau van de partij). 
In november 1930 werd Sulimov de opvolger van Sergej Syrtsov als voorzitter van de Raad van Volkscommissarissen (premier) van de Russische Socialistische Federatieve Sovjetrepubliek en daarmee de eerste minister van de voornaamste deelstaat van de USSR. Deze functie bracht tevens het lidmaatschap van het Centraal Uitvoerend Comité van de Opperste Sovjet van de Sovjet-Unie met zich mee. Dit betekende dat hij lid werd van het collectieve staatshoofd van de USSR.
In juni 1937 werd hij van al zijn functies ontheven en gearresteerd. In november 1937 werd Sulimov ter dood veroordeeld en terechtgesteld. Als voorzitter van de Raad van Volkscommissarissen werd hij opgevolgd door Nikolaj Boelganin.
Zie ook: Russische Socialistische Federatieve Sovjetrepubliek - Stalin (kopje 'Grote Zuiveringen').